# Вельцер, Карел
Карел Вельцер (чеш. Karel Wälzer; 28 августа 1888 — январь 1948, Прага) — чехословацкий хоккеист. Бронзовый призёр Летних Олимпийских игр 1920 года по по хоккею с шайбой. Чемпион Европы 1914 года.

## Биография
Карел Вельцер родился 28 августа 1888 года. Выступал за хоккейный клуб ЧСС Прага.
Участник международных соревнований по хоккею. Бронзовый медалист чемпионата мира по хоккею 1920 года (в рамках летних Олимпийских игр 1920 года в Антверпене). Чемпион Европы 1914 года. Серебряный призёр чемпионата Европы по хоккею 1921 года.
За сборную Чехословакии по хоккею провёл 5 матчей.